# Stylocoeniella guentheri
Stylocoeniella guentheri är en korallart som beskrevs av Bassett-Smith 1890. Stylocoeniella guentheri ingår i släktet Stylocoeniella och familjen Astrocoeniidae. IUCN kategoriserar arten globalt som livskraftig. Inga underarter finns listade i Catalogue of Life.